# Groppo (sopka)
Groppo je menší, 930 m vysoký neaktivní stratovulkán, nacházející se v Etiopii, severovýchodně od města Däse. Sopka je tvořena převážně ryolitovými horninami. Předpokládaná, ale nepotvrzená doba poslední erupce je asi před 2000 lety.